# Mite des vêtements
Tineola bisselliella
Pour l’article homonyme, voir Mite.
Espèce
Tineola bisselliella, connue sous le nom de Teigne commune des vêtements ou de Mite des vêtements, est une espèce de petits lépidoptères (papillons) de taille variable (environ 7 à 10 mm ou un peu plus), qui appartiennent à la famille des Tineidae.
La mite des vêtements appartient aux insectes kératophages (bio-décomposeurs capables de dégrader la kératine, une protéine présente dans les poils, plumes et cuticules de nombreux animaux).  Sa présence peut aussi induire des allergies chez les personnes sensibles.

## Systématique
L'espèce Tineola bisselliella a été décrite par l'entomologiste suédois Hummel (en) en 1823, sous le nom initial de Tinea bisselliella.
Elle appartient à la famille des Tineidae et à la sous-famille des Tineinae, et elle est l'espèce type du genre Tineola.
Son épithète spécifique est souvent mal orthographiée en « biselliella », notamment par VAG Herrich-Schäffer quand il a établi le genre Tineola en 1853.

## Habitats naturels
Dans la nature, les chenilles de ces papillons — comme d'autres insectes kératophages — sont notamment présentes dans les nids d'oiseaux où elles se nourrissent des plumes et de certains restes de nourriture. Elles jouent aussi un rôle positif en éliminant de l'environnement certaines parties moins dégradables (peau, fourrure, ongles, griffes, cornes, sabots...) des cadavres de mammifères et d'autres animaux.
C'est aussi le cas des cadavres humains momifiés. Des chrysalides de mites des vêtements peuvent d'ailleurs servir d'indice à la médecine légale pour identifier la date de la mort, si elle n'est pas trop ancienne (quelques années), comme ce fut le cas, semble-t-il pour la première fois avec le Dr Bergeret, médecin de l'Hôpital civil d'Arbois, qui en 1850 a utilisé l'examen de pupes et cadavres de mouches et de larves de mites pour dater la mort d'un bébé momifié retrouvé peu de temps avant par un maçon dans une cavité fermée, contre une cheminée. La mort datait selon cette enquête de 4 ans plus tôt, et il restait encore des chenilles de mites vivantes à l'intérieur du cadavre, dans ses parties les plus charnues. Le médecin précise (...)« Lorsqu'on ouvrit, en présence de la cour, la caisse qui renfermait le cadavre desséché de l'enfant, un essaim de petits papillons, d'un blanc grisâtre, s'envola dans la salle. Nous recherchâmes ce qu'étaient devenues les larves que nous avions laissées se nourrissant dans l'épaisseur des membres. Elles avaient disparu, et, à leur place nous découvrîmes de petits étuis d'un jaune ambré, flexibles, semi-transparents. Chacun d'eux était la coque d'une chrysalide, et avait servi de retraite pendant quelque temps à un de ces papillons qui venaient pour la première fois de prendre leur essor ». Il fait référence à Mathieu Orfila, théoricien pionnier de la médecine légale, qui n'avait pas pu disposer d'un tel cadavre (momifié) et qui a dû faire appel à d'autres auteurs, plus anciens (Vicq d'Azyr, dans les Mémoires de l'Académie de Toulouse, 1787 et de Puymaurin fils, dans l’Histoire de la Société royale de médecine, 1779) qui ont décrit l'état des corps momifiés retrouvés dans les caveaux des Cordeliers de Toulouse, pour évoquer les dégâts que les mites peuvent faire sur les cadavres momifiés (p 701).
Dans l'environnement humain (habitations, magasins, entrepôts de tissus, musées, etc.), ces mites peuvent s'attaquer aux textiles, tapis ou habits constitués de fibres d'origine animale, comme la laine ou la soie. Elles sont pour ces raisons considérées comme « nuisibles ». Bien qu'appréciant les lieux plus humides, ayant de très faibles besoins en eau, elles peuvent se développer (plus lentement) dans des lieux très secs.

## Aire de répartition
L'aire originelle de répartition naturelle de l'espèce est l'Eurasie occidentale, mais ce papillon a été transporté par les voyageurs ailleurs sur la planète, dont par exemple en Australie où il est très étudié.
Dans certaines banques de données, sa présence n'a pas été officiellement enregistrée en France, Grèce, Slovénie et Suisse, mais cela reflète plutôt le manque d'intérêt pour l'espèce ou l'absence d'effort d'acquisition de données sur les évènements plutôt que de l'absence réelle de ce papillon.

## Morphologie et identification

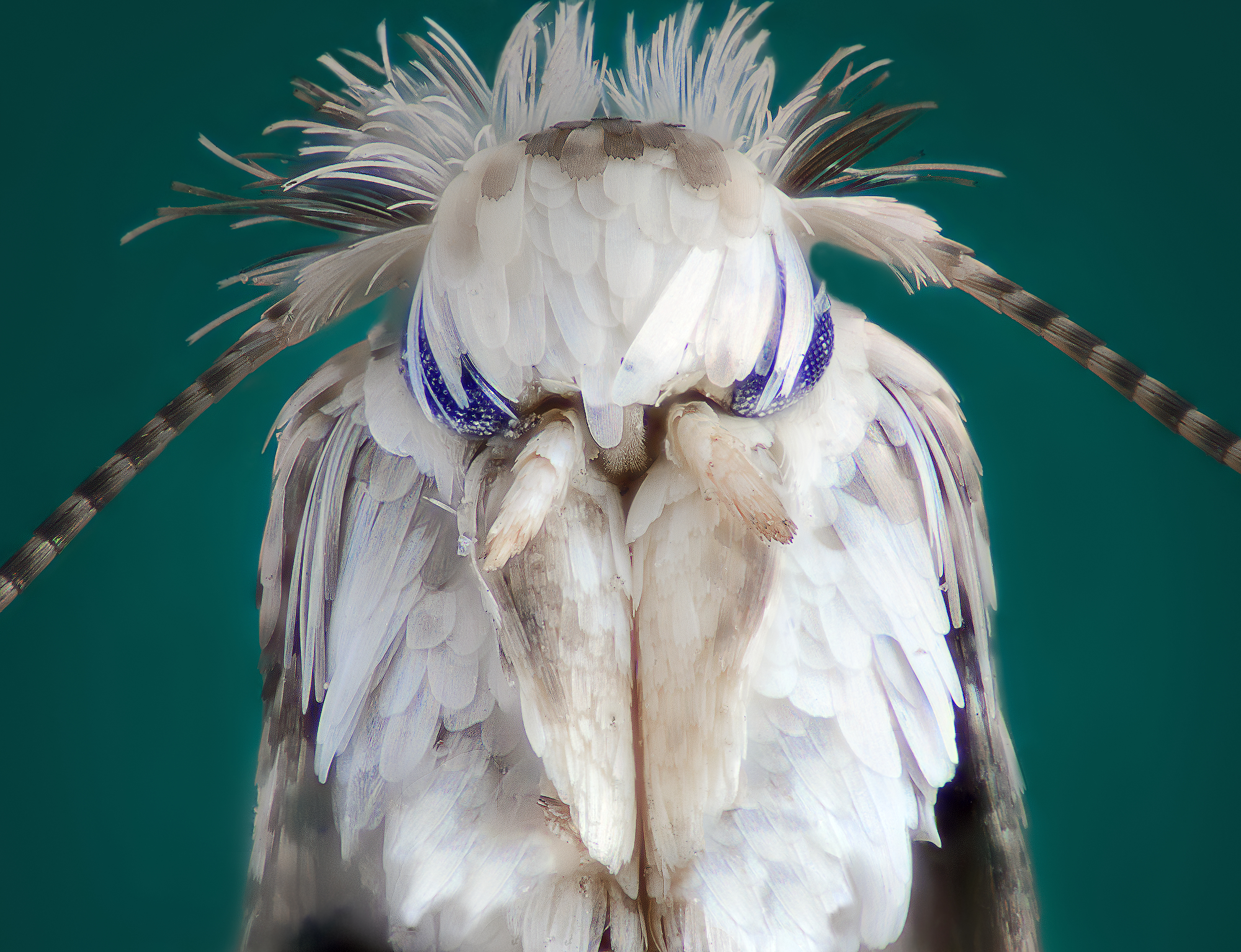
Macrophotographie de la tête d'une mite des vêtements.

### Œufs

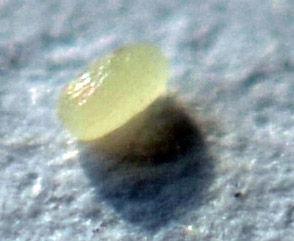
Macrophotographie d'un œuf fraîchement pondu, non collant, qui mesure moins de 1 mm.

L’œuf est petit (moins de 1 mm), ovoïde et blanchâtre.

### Larves

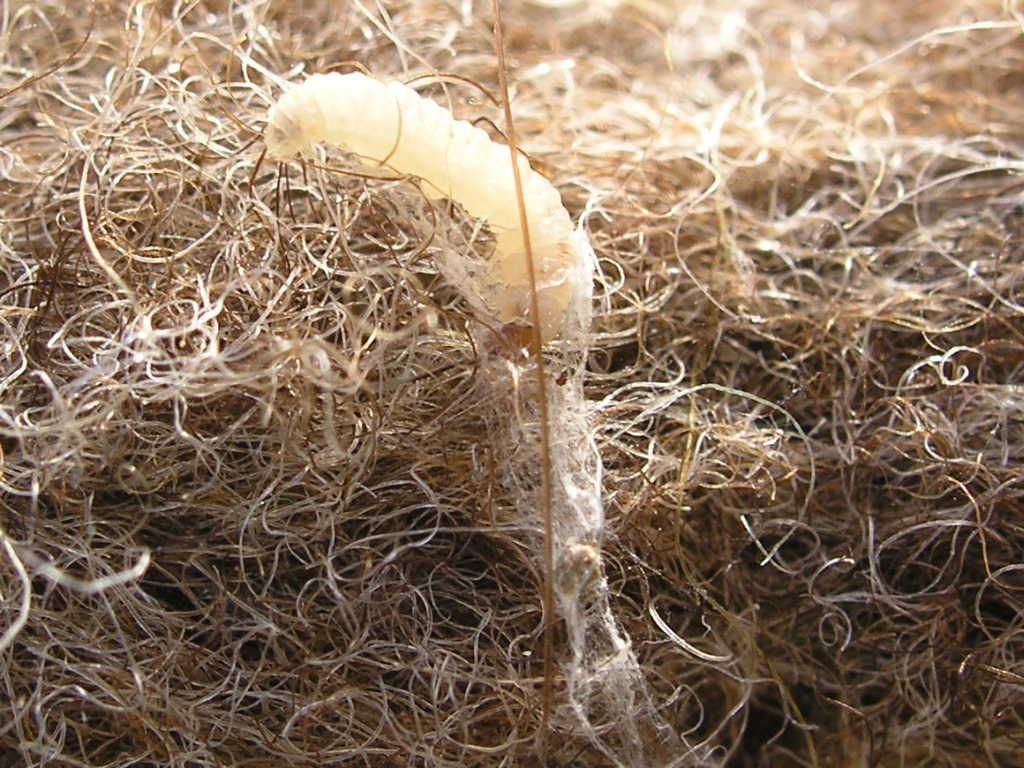
Larve (chenille).

Leur croissance passe par plusieurs stades. Elle est plus rapide en présence de nourriture abondante et aux alentours de 28 °C. La larve est le stade entre l’œuf et la chrysalide.

## Imago (adultes)

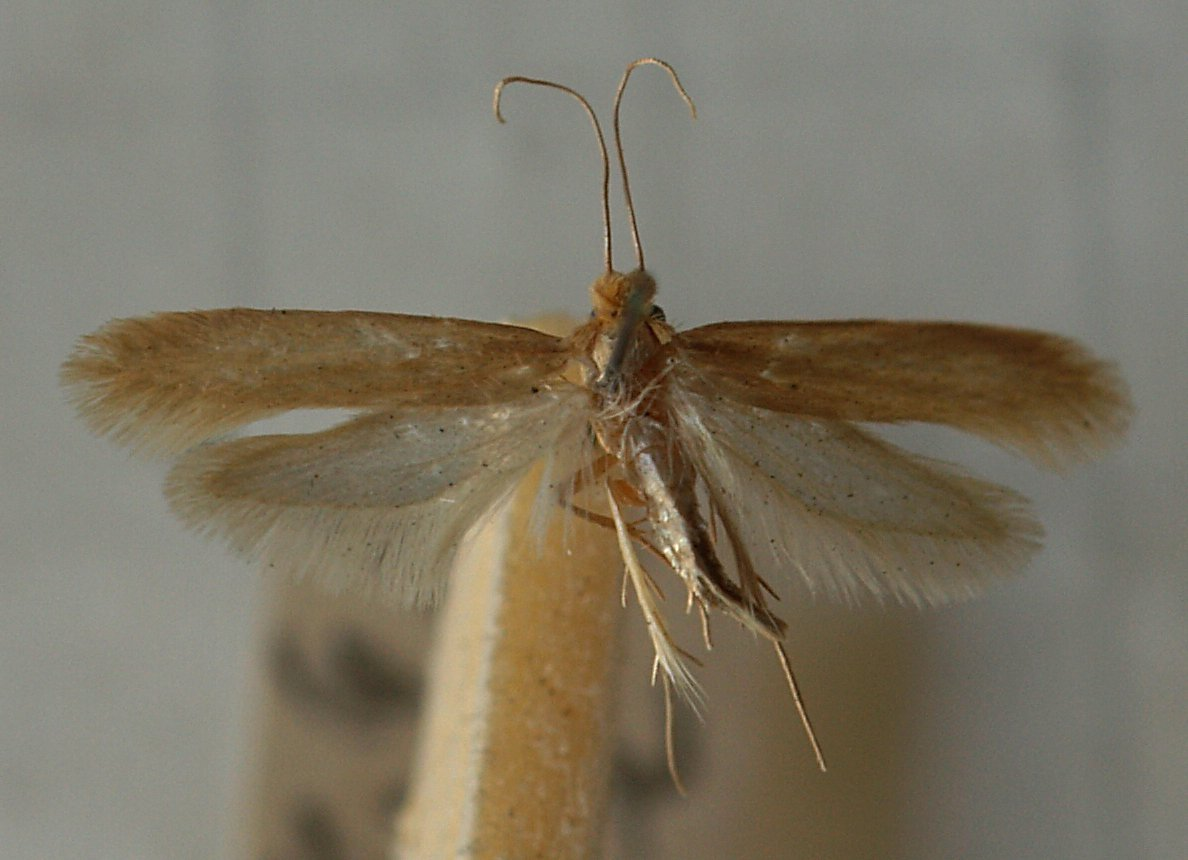
Adulte (chez les spécimens vivants, les antennes ne sont pas ainsi recourbées).

## Importance économique et sociale des dommages
Dans l'environnement humain, cette mite peut causer d'importants et irréversibles dégâts sur les textiles, textiles anciens, fourrures, objets en plumes, collections d'insectes ou d'animaux naturalisés, avec dans ce cas d'éventuelles pertes de matériel irremplaçable d'une importance esthétique, historique et scientifique.
La littérature ne cite pas de pathogènes touchant l'homme et véhiculés par cet insecte. Mais sa présence dans l'environnement humain (émanations ?, inhalation d'écailles ou poils ?) peut induire des affections de type asthmatiforme ou de type rhinite allergique chez des personnes sensibles, avec de possibles confusions à une allergie à un pesticide utilisé pour traiter une infestation. Dans un cas l'allergie, (confirmée par des tests cutanés), d'une durée de 9 ans, a disparu avec l'éradication des mites dans le domicile du patient.

## Écologie
Dans la nature, cet insecte fait partie des décomposeurs. À ce titre, il joue un rôle utile en éliminant et recyclant des matières difficilement dégradables.
In vitro, par exemple élevées sur de la caséine, la température optimale de développement des chenilles est de 28 °C.
En dépit d'apparents caractères primitifs, cet insecte (pour les deux sexes) est doté de nombreux capteurs biologiques lui permettant de s'orienter, de détecter des prédateurs ou la présence de femelles pour le mâle (via les phéromones qu'elle émet) : deux types de sensilles trichoïdes, deux types de sensilles basiconiques, des sensilles otoïdes, chétiformes, cœloconiques, styloconiques et campaniformes, des sensilles de Böhm ainsi que des structures squamiformes sont présents chez le mâle et la femelle, leur permettant d'explorer et exploiter au mieux leur environnement.
Les larves sont dotées de moyens d'excrétion ou de stockage des métaux toxiques qui peuvent contaminer leur nourriture (par exemple via les colorants de la laine ou des tissus, ou dans la nature, via des métaux bioaccumulés par l'animal dans ses plumes, poils ou autres phanères consommés par les larves de mites). Les métaux non-excrétés sont stockés par la larve dans des granules éliminés au moment de la nymphose.

## Cycle de vie et propagation des infestations
Les œufs sont blanchâtres, ovoïdes et mesurent moins de 1 mm (loupe nécessaire).
Une femelle en pond plusieurs centaines au cours de sa vie, dans des emplacements leur donnant les meilleures chances de survie. Les œufs, plus ou moins groupés, sont attachés au substrat avec une substance collante. Après l'éclosion, la larve se met immédiatement en quête de nourriture. Elle se transformera en papillon en moins de deux mois si les conditions sont bonnes, mais peut hiberner ou entrer en léthargie durant un certain temps quand ces conditions sont moins bonnes. Elle est détruite par la congélation ou la chaleur (Même pour un tissu ne comportant pas de fil métallique, le passage au four à micro-ondes peut être fortement dommageable).
De deux mois à deux ans après la ponte, la chenille prépare sa transformation en papillon en tissant un cocon où elle se nymphosera. La larve passe un à deux mois dans son cocon puis en émerge à l'état adulte, à la recherche d'un partenaire sexuel pour produire une nouvelle génération.

## Comportement
La femelle détecte, au moyen de biosenseurs de type goût/odorat, des molécules volatiles (sémiochimiques) la guidant vers des milieux de ponte (fibres naturelles ou des matières animales telles que cadavre de gros papillon par exemple).
Les adultes et plus encore les larves sont lucifuges (préfèrent l'ombre à la lumière).
Alors que de nombreux autres Tineidae sont attirés par la lumière, la mite commune semble préférer les zones sombres ou noires et plutôt humides, bien qu'un adulte dérangé puisse parfois tournoyer autour d'une lampe.
Les larves sont lucifuges ; placées dans un lieu bien éclairé, elles vont tenter de gagner les bords de meubles ou de tapis, des fentes de plancher, de moulures sur les bords de pièces à la recherche de zones plus sombres (comme les acariens, elles peuvent souvent y trouver des poussières contenant des poils ou plumes et autres phanères).

### Capacité à produire de la soie et tisser un cocon
Les larves peuvent intégrer dans leur cocon des fibres prélevés dans leur environnement, voire en milieu confiné une partie de leurs excréments.

### Larves et médiateurs chimiques
Comme l'adulte, la larve semble capable de détecter les sémiochimiques qui l'orienteront vers ses ressources alimentaires.

### Le vol des adultes
Un comportement typique de cette espèce est que le papillon adulte se laisse chuter au fond d'un récipient vertical (éprouvette par exemple) sans chercher à en sortir quand on l'y fait tomber. L'immobilisation semble être l'un de ses comportements de défense.

### Adultes et sémiochimique
Les adultes détectent les phéromones de l'espèce (peut-être en partie et aussi émises par l'intestin qui est chez les insectes l'un des organes hormonaux), et semble-t-il des substances émises par d'autres espèces mortes (sémiochimiques).

### Ponte, oviposition
La femelle semble choisir avec attention des milieux de ponte qui conviendront aux futures larves.
En laboratoire, la femelle de Tineola bisselliella prête à pondre est attirée par l'odeur de levure de bière sèche. L'oviposition se fait préférentiellement sur les tissus qui sentent le plus la levure. Chez cette espèce (mais non chez Tinea translucens Meyrick, ni chez Tinea pellionella L.), l'ajout d'odeur d'excréments de larves de la même espèce ayant été nourries avec une nourriture leur convenant et contenant de la levure sèche augmentait encore cet effet (en laboratoire).
Chez deux autres espèces proches (Tinea translucens Meyrick, et Tinea pellionella), on a montré que l'odeur de la levure de bière attirait les femelles prêtes à pondre ; elles choisissaient du tissu appâté à l'odeur de la levure de bière quand elles en avaient la possibilité, parmi des carrés de tissu sans odeur (espacés sur le sol lisse d'une pièce). Plus l'odeur de levure était importante, plus le nombre d'œufs déposés était important. Les auteurs de cette étude ont attribué ces résultats à des réactions comportementales plutôt qu'à une stimulation des ovocytes induite par les odeurs. Chez une autre espèce détritivore au régime alimentaire proche, Anthrenus flavipes LeConte, les femelles ne sont pas attirées par les odeurs de levure, et elles semblent découragées par les odeurs de cultures conspécifiques.

## Alimentation et digestion
Cette espèce est remarquable pour son aptitude à digérer des protéines que peu d'espèces peuvent dégrader.
Dans les années 1950, ayant constaté que le tube digestif des larves de mites T. bisselliella ne contenait généralement que très peu de micro-organismes (ce qui pourrait être lié à un pH élevé du contenu intestinal), divers auteurs ont conclu que les bactéries du microbiote ne jouaient apparemment pas de rôle dans la digestion de la laine par ces larves. Lors d'une observation, les tubes digestifs contenaient de nombreuses bactéries (Gram +), mais ils provenaient tous d'un même lot de chenilles nourries de caséine, bien que d'autres groupes de larves également élevées sur de la caséine n'en aient pas contenu .
Dès le début du XXe siècle, on a montré que les larves de ces insectes disposent de plusieurs enzymes leur permettant de digérer les protéines, et des matières biologiques contenant de la kératine, telles que la laine, la fourrure ou plumes voire les perruques de vrais cheveux et accessoirement aussi le coton, le lin, la soie.
Plus récemment ces enzymes ont été identifiées, dont deux carboxypeptidases vraies actives in vitro à un pH optimal de pH 7.5 à 7.7 et des aminopeptidases actives à un pH optimal de 8.2, et autres protéinases,.
Les excréments des larves alimentées en laboratoire sur de la laine contiennent 0,28 % de soufre élémentaire qu'on pense formé par réaction de sulfures avec des ponts-disulfures durant le processus de digestion. Cela semble être une spécificité de ces mites ; on ne trouve pas de telles quantités de soufre dans les excréments de larves de coléoptères Dermestidae nourris sur des aliments similaires (laines).
Des spécimens ont été trouvés dans du son, de la semoule, des farines (confusion possible avec des mites de farines ?), des biscuits, de la caséine, ce pourquoi ces insectes sont parfois classés avec les ravageurs potentiels de stocks de nourriture
Des collections d'insectes morts conservés en musées ont aussi été dégradées par des mites des vêtements.
Dans un cas, des chenilles vivantes de T. bisselliella ont été trouvées dans du sel (le chlorure de sodium ne leur permettait pas de se nourrir, mais ceci témoigne de leur grande résistance).
Dans leur tube digestif, des enzymes catalysent la réduction de la L-cystine par la TPNH (triphospyridine nucleotide). Des extraits des larves entières dégradent jusqu'à 14 pmoles de cystine par gramme de larve et par heure à pH 7,3. D'autres enzymes sont trouvées dans les extraits de larve.
Les adultes ne semblent pas se nourrir mais consacrer leur temps à la recherche d'un partenaire sexuel ou de lieux appropriés de ponte. Ils meurent après s'être reproduits.
Contrairement à ce que beaucoup de gens croient, les adultes de T. bisselliella qui sont trouvés sur les tissus ne sont pas en train de les manger, mais d'y pondre ou chercher un lieu de ponte. Seules les larves sont responsables des dégâts observés sur les tissus.

## Moyens de lutte

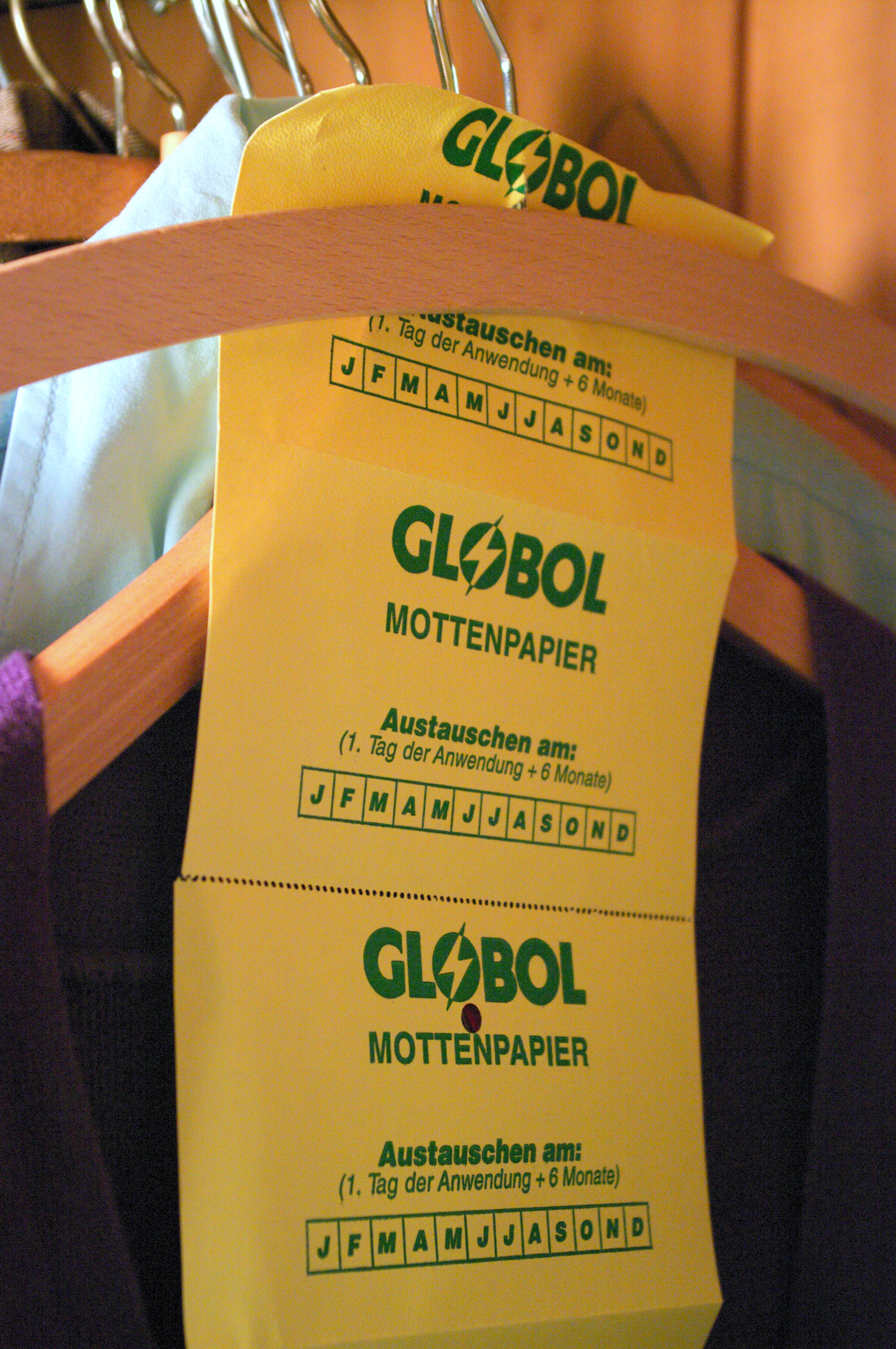
Exemple de papier imbibé d'un répulsif.

Les mesures de contrôle de T. bisselliella (et d'espèces similaires) sont nombreuses :

### Mesures physiques
- Pièges à mites de vêtements - Des tablettes collantes imbibées de phéromones attirant les mites mâles sont commercialisées. Ce type de piège peut aussi être un moyen de détecter le début d'une « invasion ». Cette étape peut aider à contrôler une infestation en cours en empêchant que les mâles ne s'accouplent avec des femelles ; un tissu de laine humidifié et disposé à l'ombre dans une pièce à risque, et passé au four à micro-onde une fois par semaine peut aussi servir de piège, mais probablement bien moins efficacement ;
- Modification chimique d'atmosphère, par fumigation, cryofumigation (Des vêtements ou autres objets infestés peuvent être enfermés dans un sac de plastique hermétiquement fermé ou une autre enceinte étanche avec de la glace carbonique, (trois à cinq jours) qui va produire une quantité de dioxyde de carbone assez importante pour asphyxier les mites des vêtements[28].
- Nettoyage à sec - Cette étape tue les mites des vêtements (et aide à éliminer l'humidité des vêtements).
- Traitement par le froid (cryogénie. Les variations de poids, la teneur en eau et le point de surfusion (SCP) ont été étudiés dans Tineola bisselliella à différents stades de son développement. On a montré que l’œuf (poids frais de 0,037 mg et en dépit d'une teneur en eau de 314 % du poids sec), est le stade le plus résistant au froid[29] et au gel (jusqu'à −20 °C[29] (après 30 h d'exposition[30]) ou -23 °C[31] selon les auteurs), mais 15 heures à -20 °C suffiraient à tuer 99,99 % des œufs[32] (selon un modèle temps d'exposition/température et selon des données expérimentales de laboratoire)[32]. Le second stade larvaire (avec environ 2,5 mg et une teneur en eau de 145 % du poids sec) est le plus vulnérable (mort à -13 °C). Bien que de fortes différences de poids et de tailles entre papillons mâles et femelles, -19 °C est une température létale pour les deux sexes)[31]. Par sécurité, l'objet à traiter peut être conservé plusieurs jours à des températures inférieures à -23 °C (ou plus brièvement à -30 °C), dans un congélateur (dehors dans un sac dans un pays très froid). Parmi 4 espèces de mites testées pour la résistance de leurs œufs au froid, les œufs de T. bisselliella étaient les plus résistants[30].
- Traitement thermique. Un passage d'une minute à 3 minutes au four à micro-onde (pour des objets ne contenant aucune partie métallique, et aucun fil métallique), ou un passage dans une enceinte à 49 °C (durant 30 minutes ou plus), éventuellement dans un sac de plastique noir fermé exposé au soleil dans un pays chaud permettent de tuer les œufs, larves et adultes. En laboratoire, une mortalité totale à tous les stades a lieu à des températures assez basses (41 °C durant 4 h)[33]. Les œufs sont le stade le plus résistant (certains œufs éclosent encore à 35 °C ou survivent à 4 h d'exposition à une température de 40 °C)[33]. Le développement complet d'un cycle de vie est possible à 33 °C[33].
- Lavage des vêtements (au-dessus de 49 °C).
- Aspiration. Comme les papillons ou leurs larves peuvent se cacher dans les tapis et les plinthes, l'utilisation d'un aspirateur est une étape importante vers l'éradication (en jetant rapidement le contenu de l'aspirateur).

### Pesticides chimiques
Ils existent, en mesure préventive ou curative. Ils ont une longue histoire, avec de nombreuses « recettes » traditionnelles, généralement à base de plantes, mais la plupart des produits chimiques sont maintenant des toxiques avérés ou sont suspectés d'être toxiques[réf. nécessaire] pour d'autres espèces et pour l'homme, l'enfant ou certains animaux domestiques qui y seraient exposés.
Ils sont encore très utilisés, et entrent surtout dans une stratégie de protection préventive des lieux de stockage.
Par exemple, une solution à 5 % de silicofluorure (avec 0,2 % à 0,3 % de fluor appliqué) offre une protection efficace. L'hexafluorosilicate de magnésium (un insecticide inorganique aussi utilisé comme insecticide pour les ovins) a été commercialisé jusqu'en 1989 comme antimites. Divers composés arsénicaux tuent efficacement les larves, mais ont été jugés trop toxiques pour le contact humain, même au début du XXe siècle alors qu'ils étaient encore utilisés comme insecticide en extérieur. Le chlorure de triphénylétain se montre efficace à 0,25 %, mais il est également toxique.
Après 1947, des insecticides organochlorés ont été développés, et se sont montrés efficaces à faibles concentrations en traitement conservateur, mais ils se sont ensuite montrés rémanents et capables d'être bioconcentrés par la chaîne alimentaire ; par exemple, le chlordane a été utilisé (à 2 % en poids de laine), de même que le toxaphène (à 0,8 %), le pentachlorophénol ou HCH (à 0,5 %), le DDT (à 0,2 %), le chlordécone et le mirex (à 0,06 %), et la dieldrine (à 0,05 %). L'Imidazole (un hétérocycle aromatique non chloré) à 1 % a aussi été utilisé avec une protection satisfaisante. Outre les applications à base de solvant, des insecticides en poudre (DDT notamment) ont couramment été utilisés pour traiter les tissus. Dans les années 1950, EQ-53, une émulsion de DDT, a été recommandée par le ministère américain de l'Agriculture à ajouter au rinçage final de lainages lavables, mais même alors des mises en garde ont été données concernant l'utilisation d'organochlorés en nettoyage à sec commercial.
Les boules ou cubes « antimites » ; ce sont des insecticides qui ont été très populaires au XXe siècle et qui sont encore abondamment utilisés, principalement en traitement préventif et conservateur, mais également pour tuer les larves existantes (ce qui nécessite une teneur en produit insecticide dans l'air assez élevée.
Il existe deux types de boules à mites :
- Celles commercialisées au début du XXe siècle, qui étaient composées de naphtalène ;
- celles vendues à partir du milieu du XXe siècle composées de paradichlorobenzène. En atmosphère confinée, les vapeurs de ce produit intoxiquent l'adulte et la larve de T. bisselliella[37]. Il faut cependant une trentaine d'heures d'exposition au produit pour que les adultes meurent, et - in vitro - les larves âgées de 35 jours cessent de s'alimenter et meurent toutes en 30 jours[37]. En atmosphère sèche (0 % H.R.) à la température constante de 20 °C, la transpiration des adultes et des larves augmente en présence de paradichlorobenzène (mais elle n'est pas modifiée par le camphre)[37]. On a noté en présence des vapeurs toxiques une baisse du TSP (point de thermotorpeur), qui montre que l'adulte résiste alors moins bien à la chaleur[37].

Ces deux types d'insecticides passent directement de la phase solide à une phase gazeuse (par le phénomène dit de « sublimation »). Ce gaz est plus lourd que l'air. Il doit atteindre une concentration suffisante dans le matériel à protéger pour être efficace.
Ces deux produits ont quelques inconvénients : outre leur odeur, s'ils ont peu de toxicité aiguë pour les animaux à sang chaud, ils sont cancérigènes. La naphtaline devrait être déposée en hauteur, et ne doit pas être disposée là où des enfants ou des animaux domestiques ont accès. La naphtaline et le naphtalène sont en outre très inflammables.

### Insecticides généralistes plus récents.
Ce sont surtout des aérosols (au XXe siècle pulsés par des gaz endommageant la couche d'ozone); les plus utilisés, parfois également parfumés, contiennent des produits à base de
- perméthrine
- des pyréthrinoïdes naturelles ou de synthèse sont maintenant abondamment disponibles en aérosol ou en poudre. Inconvénients : ils peuvent être très toxiques pour certains animaux (ex: chats et poissons). Les pyréthrines (par exemple, Cy-Kick, deltaméthrine) - pyréthrines synthétiques ou naturelles) sont disponibles en aérosol ou sous forme de poudre, avec comme inconvénients que certaines sont persistantes dans l'écosystème et toxiques pour les poissons, avec peut-être des phénomènes de résistance.
- Le pyriproxyfène (ou d'autres analogues de l'hormone juvénile) visent à bloquer le cycle de vie du papillon en empêchant que la chenille ne forme une chrysalide.
- Certains vêtements et tapis sont traités avec un insecticide persistant contre les mites pendant leur fabrication. Un risque d'allergie est possible pour les personnes sensibles.

### Moyens alternatifs ou biologiques
Certains produits sont réputés repousser les mites :
- le camphre (extrait de Cinnamomum camphora) pourrait être une alternative plus sûre et plus naturelle que la naphtaline, mais peut nécessiter des concentrations élevées de vapeurs et est donc plus efficace en atmosphère confinée. De plus, en laboratoire, ses vapeurs se montrent toxiques pour les adultes, mais non pour les larves[37]. Les malles en bois de camphrier étaient utilisés pour transporter les bagages de vêtements et notamment de fourrure à bord des paquebots aux XIXe et XXe siècles.
- le Cèdre rouge de l'Est (Juniperus virginiana), dont la valeur à long terme est douteuse, car bien que son huile volatile soit capable de tuer les larves de petite taille, il est difficile de maintenir des concentrations suffisantes de celle-ci autour d'articles stockés pour être efficace ;
- le bois de cèdre, doit être régulièrement changé car il perd sa capacité à éloigner les mites en quelques années. Les cèdres sont plus ou moins efficaces selon les espèces ;
- la lavande commune (Lavandula angustifolia). Des sachets de fleurs de lavande séchées étaient traditionnellement disposés dans coffres, armoires de linge et autres garde-robes. Ils peuvent être régulièrement "régénérés" par adjonction de quelques gouttes d'huile essentielle de lavande. Quelques gouttes d'huile de lavande régulièrement déposées sur un morceau de tissu placé dans la garde-robe peuvent jouer le même rôle. Inconvénient : le tissu est très "parfumé"[réf. nécessaire];
- De l'Azadirachta indica, on extrait une « huile de neem » utilisée depuis les années 2000 en bombes insecticides[38], également efficace sur Anthrenocerus australis, petit coléoptère qui dévore les tapis. L'extrait de neem est efficace pour tuer les larves (ainsi que celle de T. dubiella) après deux semaines d'exposition à une dose suffisante de produit.

### Lutte intégrée
Une lutte biologique par des ennemis naturels est possible.
- Elle peut se faire au moyen de parasitoïdes tels que des guêpes Ichneumons (par exemple Trichogramma evanescens). Ces minuscules guêpes parasitoïdes déposent leurs propres œufs contre ceux des mites ; au moment de l'éclosion, leurs larves parasitent les œufs de papillons nocturnes. Les Ichneumonidés (de 2 mm de long) sont inoffensifs pour l'homme et les animaux domestiques. Une fois les mites éradiquées, ils disparaissent dans les 2 à 4 semaines.
- De nombreux autres produits sont utilisés ou ont fait l'objet de tests, dont par exemple un extrait de feuilles de l'arbre Pseudowintera colorata (de Nouvelle-Zélande)[39].

Une autre espèce envisagée est
- La toxicité du Bt produit par Bacillus thuringiensis pour cette espèce a fait l'objet d'études dans les années 1960[41].
- On a étudié en Californie un des virus qui infecte naturellement les mites et les tue (virus de la polyédrose nucléaire ou « nuclear polyhedrosis virus ») ; une étude histologique et ultrastructurale a montré un développement polyédrique du virus dans les noyaux cellulaires de l'intestin antérieur, de la valve cardiaque, de l'intestin moyen, du pylore, du gros intestin, des tubes de Malpighi, des ganglions de la chaîne nerveuse ventrale, des muscles, des trachées, des cellules graisseuses et de l'hypoderme. La microscopie électronique suggère que les virions de la lumière intestinale sont transportés dans des vésicules via le cytoplasme dans les noyaux des cellules cylindriques où ils sont libérés et se répliquent[42].
- Irradiation[Information douteuse]

## Illustrations

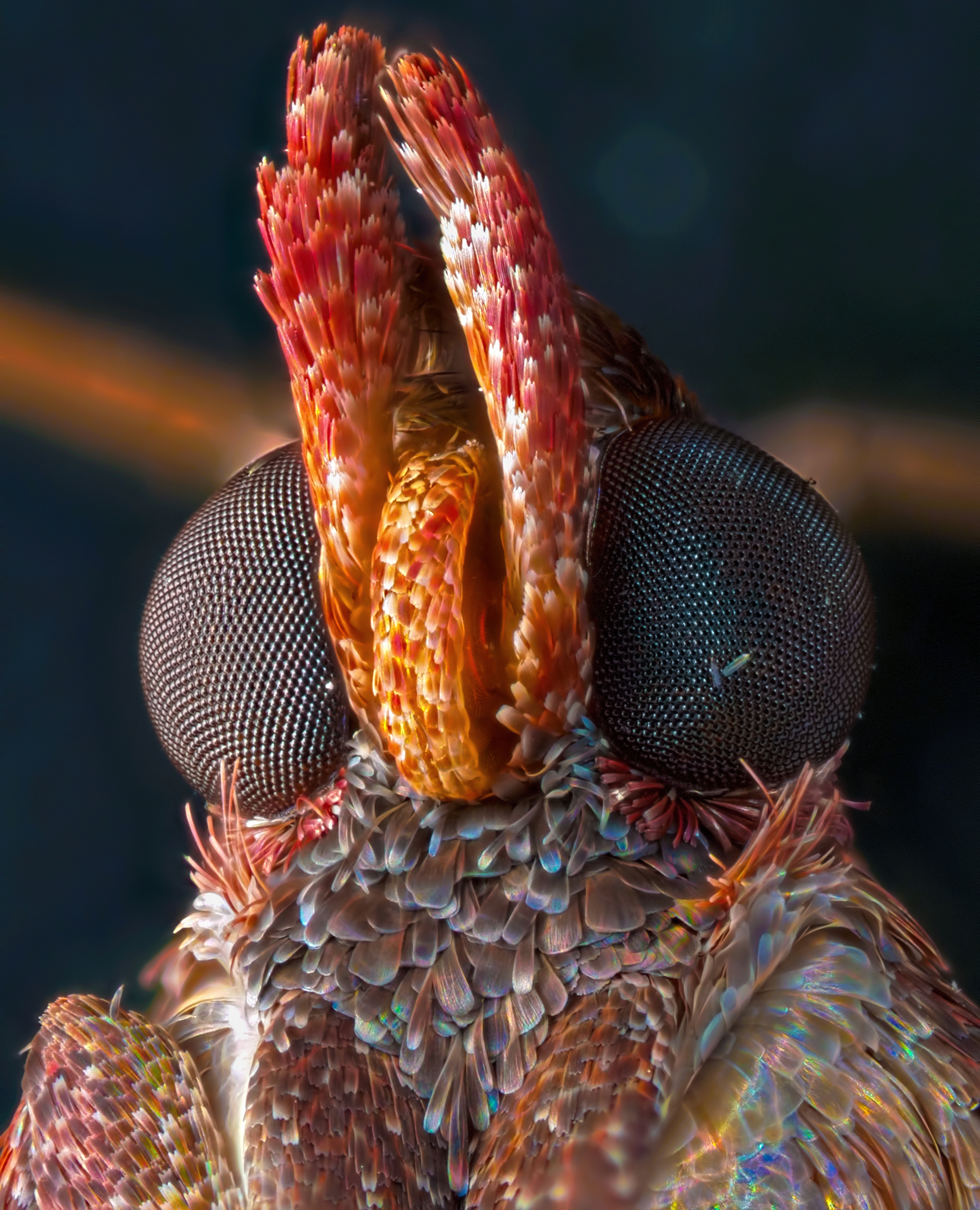
Gros plan de face sur la tête.
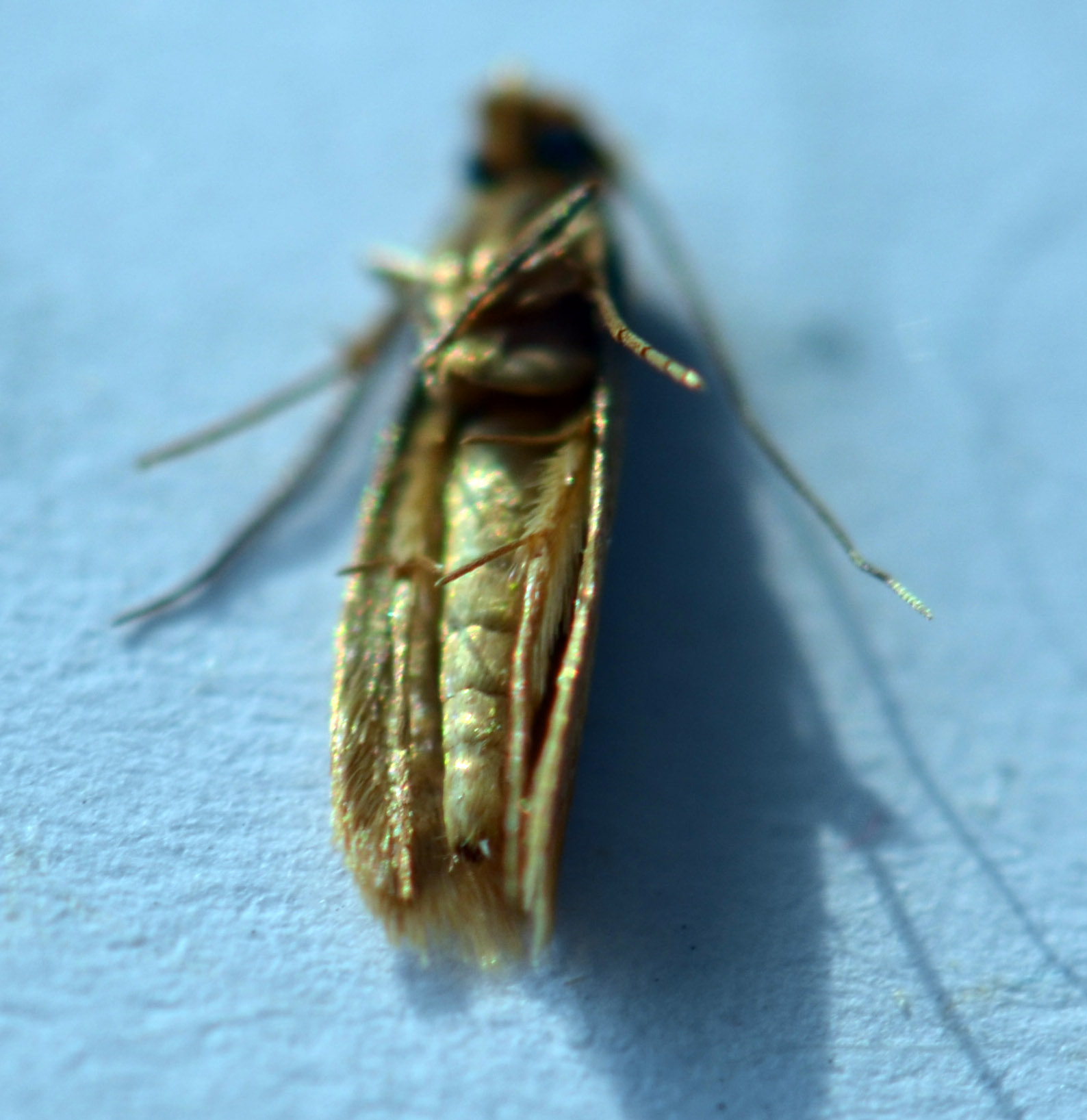
Détail de l'abdomen et organes reproducteurs.
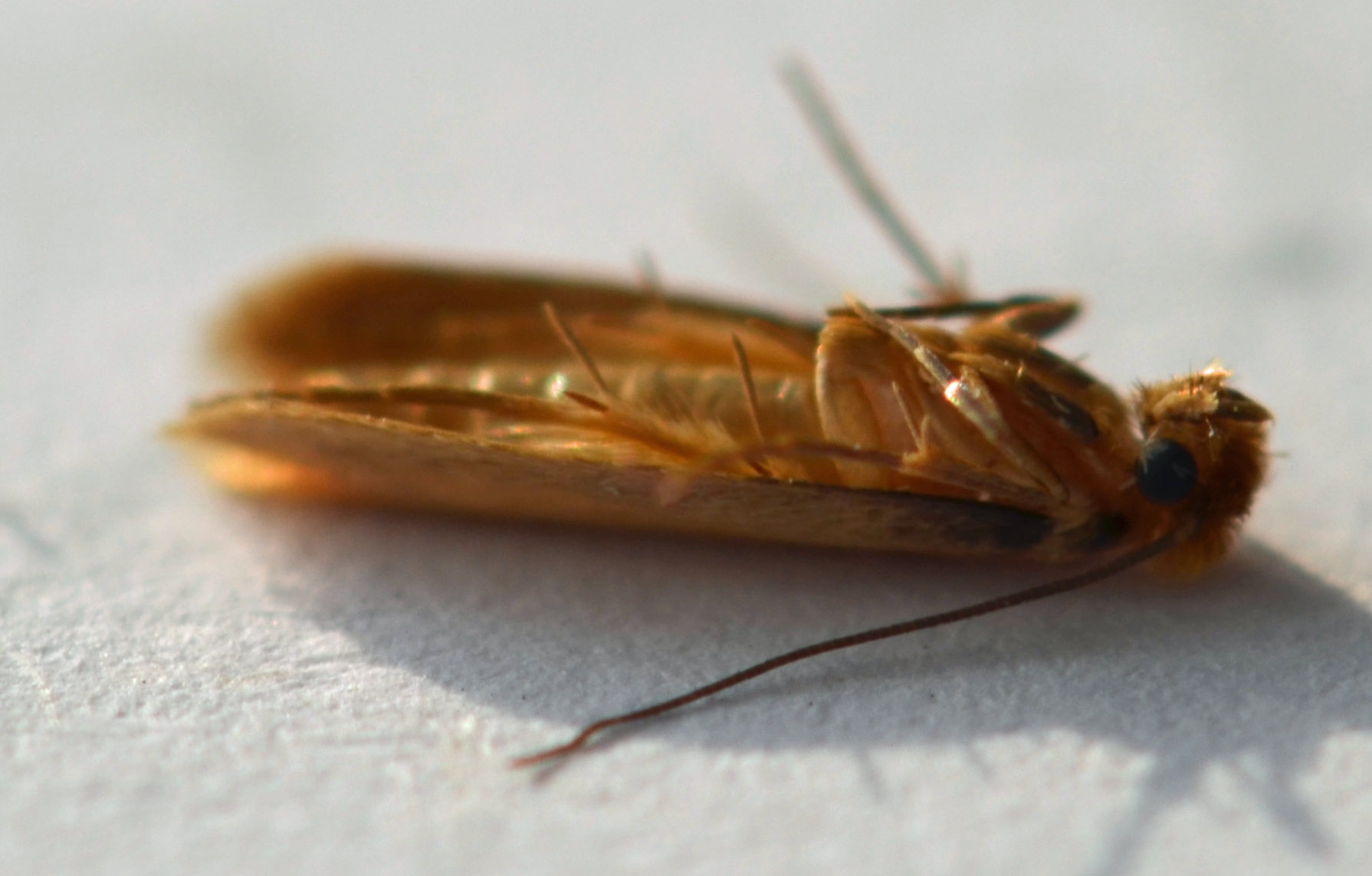
Vue ventrale, de profil.
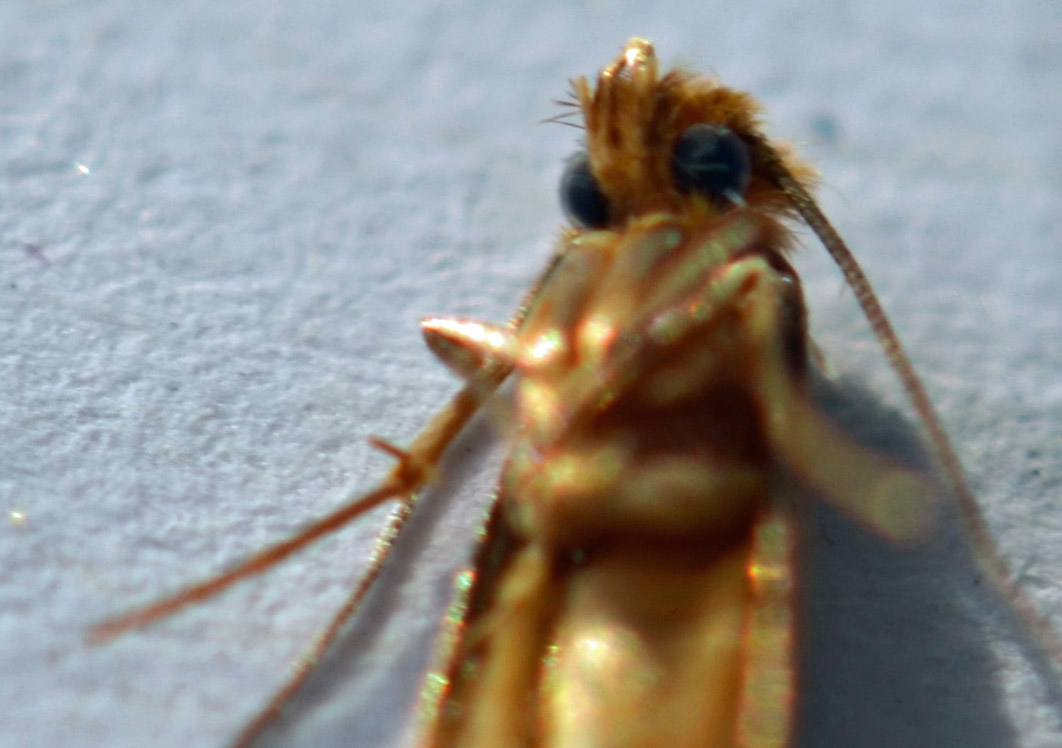
Détail de la tête, vue ventrale.
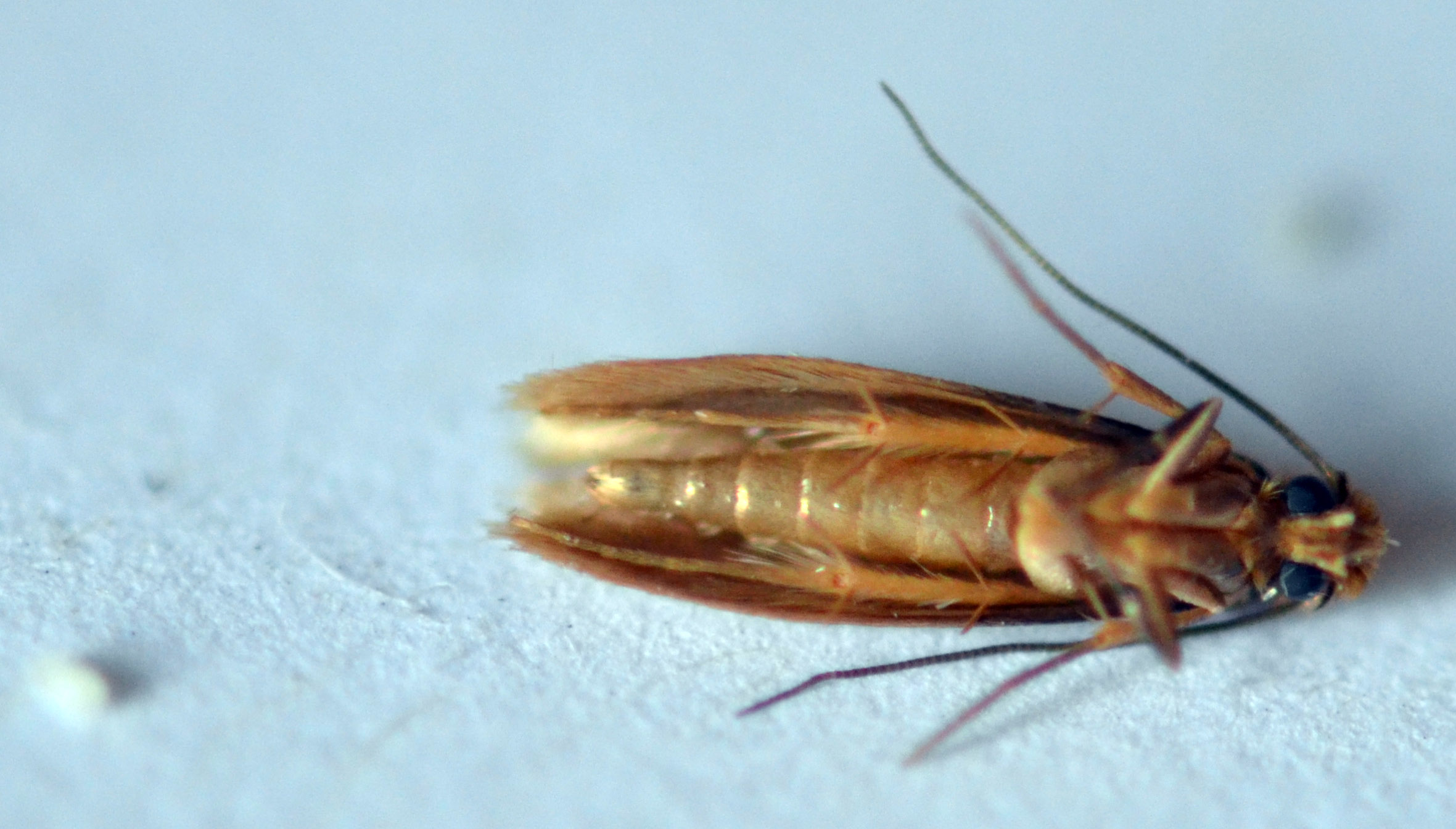
Avec œuf (à gauche).
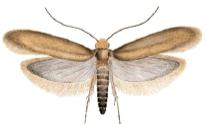
Illustration, avec les ailes déployées.